# Compsibidion meridionale
Compsibidion meridionale är en skalbaggsart som beskrevs av Martins 1969. Compsibidion meridionale ingår i släktet Compsibidion och familjen långhorningar. Inga underarter finns listade i Catalogue of Life.